# 唐登杰
唐登杰（1964年6月—），男，江苏建湖人，生于上海，中华人民共和国政治人物。同济大学经济与管理学院工商管理专业在职研究生学历，工商管理硕士，高级工程师。曾任中共福建省委副书记、福建省人民政府省长，国家发展和改革委员会党组副书记、副主任（正部长级），民政部部长等职务，现任中共山西省委书记、省人大常委会主任。他是中共第十九届中央候补委员、第二十届中央委员。

## 生平
1981年9月，唐登杰进入同济大学机械工程系工程机械专业学习。1986年7月毕业后直接参加工作，在上海大众汽车有限公司生产规划部工业工程科任科技更改员、生产控制股股长、经理。1991年8月加入中国共产党。
此后历任上海汽车工业总公司规划发展部副经理、上海采埃孚转向机有限公司总经理、上海汽车工业（集团）总公司副总裁等职务，并于2001年2月任上海電氣（集团）总公司总裁、党委副书记，同年10月调任上海市工业工作党委副书记、上海市经济委员会主任。
2003年2月，在上海市十一届人大第一次会议上，唐登杰当选为上海市人民政府副市长。时年38岁的唐登杰是当时上海市最年轻的副市长，在同期当选的八名副市长中排名最末，分管工业、农业、商业、旅游、电力生产、安全生产等工作。在任副市长期间，唐率先尝试确立政府与企业共同建设能源储备体系的目标，以天然气作为重点储备对象，同时建立包含煤炭和石油等在内的能源储备框架。他与早一个月出任北京市人民政府副市长、时年35岁的陆昊，成为当时中国最年轻的两位政坛新星。2008年1月，在上海市十二届人大第一次会议上，唐登杰连任上海市人民政府副市长，分管外事、外经贸、外资、涉港澳台事务、民族与宗教、侨务等工作。
2011年4月，转任中国兵器装备集团公司任董事、总经理兼党组副书记。2013年1月，唐登杰任中国兵器装备集团公司董事长、总经理、党组书记，同年10月卸任总经理职务。唐登杰在任期间，兵器装备集团顺利完成“211战略”，集团公司营业收入达4404亿元，利润总额达到282亿元，集团转型升级成功起步。同时，中国兵器装备集团连续8年在中央企业负责人经营业绩考核中获得A级。
2017年5月，任工业和信息化部副部长、党组副书记，国家航天局局长，国家原子能机构主任，国家国防科技工业局局长、党组书记，同年10月在中共十九大上当选为第十九届中央候补委员。
2017年12月，转任中共福建省委副书记。2018年1月2日，福建省十二届人大常委会第三十三次会议决定，任命唐登杰为福建省人民政府副省长、代理省长，同年1月31日福建省第十三届人民代表大会第一次会议选举唐登杰为省人民政府省长。2018年2月24日，当选为第十三届全国人大代表。
2020年7月2日，不再担任福建省人民省长职务，调任国家发展和改革委员会党组副书记、副主任（正部长级）。
2022年2月28日，十三届全国人大常委会第三十三次会议决定任命唐登杰为民政部部长。同年3月21日，卸任国家发展和改革委员会副主任职务。2022年10月，当选为中共第二十届中央委员。
2023年10月28日，被任命为中共山西省委书记。2024年1月27日，当选为山西省人民代表大会常务委员会主任。